# Jules Timmermans
Jules Timmermans, né le 3 mars 1903 et mort à une date inconnue, est un joueur de football international belge actif durant les années 1920. Il effectue toute sa carrière au RCS verviétois, où il occupe le poste de défenseur.

## Carrière en club
Jules Timmermans fait ses débuts dans l'équipe fanion du Club sportif verviétois en 1921 à l'âge de 18 ans. À l'époque, le club évolue en Division d'Honneur, le plus haut niveau national. Après trois ans, l'équipe est reléguée au niveau inférieur mais remporte le titre de Promotion douze mois plus tard pour revenir parmi l'élite. Un retour de courte durée, les verviétois étant de nouveau relégués après une seule saison.
Malgré ce va-et-vient entre les deux plus hautes divisions nationales, Jules Timmermans reste fidèle au club dont il est un des piliers en défense. Bien qu'il évolue au deuxième niveau hiérarchique, ses bonnes prestations sont remarquées par le sélectionneur national William Maxwell, qui le convoque chez les « Diables Rouges » pour la première fois en 1927. Il dispute trois rencontres internationales en 1927 et 1928, année où il arrête de jouer au football.

### Statistiques
| Saison                | Club                  | Championnat           | Championnat | Championnat | Coupe(s) nationale(s) | Coupe(s) nationale(s) | Total | Total |
| Saison                | Club                  | Division              | M.          | B.          | M.                    | B.                    | M.    | B.    |
| 1921-1922             | CS verviétois         | Division 1            | -           | -           | 0                     | 0                     | 0     | 0     |
| 1922-1923             | CS verviétois         | Division 1            | -           | -           | 0                     | 0                     | 0     | 0     |
| 1923-1924             | CS verviétois         | Division 1            | -           | -           | 0                     | 0                     | 0     | 0     |
| 1924-1925             | CS verviétois         | Division 2            | -           | -           | 0                     | 0                     | 0     | 0     |
| 1925-1926             | R. CS verviétois      | Division 1            | -           | -           | 0                     | 0                     | 0     | 0     |
| 1926-1927             | R. CS verviétois      | Division 2            | -           | -           | 0                     | 0                     | 0     | 0     |
| 1927-1928             | R. CS verviétois      | Division 2            | -           | -           | 0                     | 0                     | 0     | 0     |
| Total sur la carrière | Total sur la carrière | Total sur la carrière | 1           | -           | -                     | -                     | 1     | 0     |

## Carrière en équipe nationale
Jules Timmermans est convoqué à trois reprises en équipe nationale belge, pour autant de matches joués. Il joue son premier match international le 2 janvier 1927 à l'occasion d'un match amical face à la Tchécoslovaquie. Il joue deux autres matches amicaux, en Suède le 4 septembre de la même année et à domicile contre l'Autriche le 8 janvier 1928. L'équipe belge s'incline lors de ces trois rencontres.

### Liste des sélections internationales
Le tableau ci-dessous reprend toutes les sélections de Jules Timmermans. Le score de la Belgique est toujours indiqué en gras.
| Date       | Compétition  | Adversaire      | Lieu      | Score | Remarque |
| ---------- | ------------ | --------------- | --------- | ----- | -------- |
| 02/01/1927 | Match amical | Tchécoslovaquie | Liège     | 2-3   |          |
| 04/09/1927 | Match amical | Suède           | Stockholm | 7-0   |          |
| 08/01/1928 | Match amical | Autriche        | Bruxelles | 1-2   |          |